# 7 Days 6 Nights
7 Days 6 Nights er en indisk film fra 2022 af M. S. Raju.

## Medvirkende
- Sumanth Ashwin som Anand
- Meher Chahal som Rathika
- Rohan M som Mangalam
- Kritika Shetty som Ameya
- Rishika Bali som Vinni
- Sushma
- Goparaju Ramana
- Junaid Siddique